# Comité d'organisation des Jeux olympiques et paralympiques d'été de 2024
Le comité d'organisation des Jeux olympiques et paralympiques d'été de 2024 (COJOP, ou OCOG en anglais) est responsable de l'organisation, de la planification, du financement et du déroulement des Jeux olympiques d'été de 2024 et des Jeux paralympiques d'été de 2024. Il est créé le 18 janvier 2018 et prend la succession du comité de candidature aux Jeux. Il est présidé par l'ancien athlète Tony Estanguet et a pour directeur général Étienne Thobois. Bernard Lapasset, co-président du comité de candidature aux côtés de Tony Estanguet, est président d'honneur du comité d'organisation.

## Création et rôle
Le comité d'organisation des Jeux olympiques et paralympiques d'été de 2024 est fondé en 18 janvier 2018, quatre mois après l'attribution des jeux à Paris. Il prend le relais du groupement d'intérêt général Paris 2024 chargé de la candidature et sous la direction de Tony Estanguet et Bernard Lapasset. Le comité a pour but d'appliquer le contrat signé entre le Comité international olympique, le Comité national olympique et sportif français et la Ville de Paris pour planifier, organiser, financer et livrer les Jeux Olympiques et Paralympiques de Paris en 2024.

## Organisation des jeux
Dès l'attribution de ces jeux, le comité s'est distingué par ces nombreux choix forts et différents des anciens Jeux olympiques. Lors dévoilement du logo officiel des Jeux le 21 octobre 2019, pour la première fois, un unique logo est conceptualisé pour les Jeux olympiques et les Jeux paralympiques. Par ailleurs, une typographie officielle est dessinée pour faire référence à l'Art déco, mouvement artistique des années 1920.
Les mascottes officielles sont dévoilées le 14 novembre 2022. Appelées Phryges, en référence au bonnet phrygien, elles sont des personnages en forme de ce même bonnet. Ces deux mascottes avec des bras et des jambes, dont l'une des deux, Phryge paralympique, possède une prothèse à une des jambes (premier handicap visible dans l'histoire des mascottes), font partie des rares mascottes à ne pas être des animaux. Elles ont été choisies en clin d’œil à la Révolution française et à l'utilisation des premiers bonnets phrygiens.

### Relais de la flamme olympique et paralympique
Le Relais de la flamme olympique et le Relais de la flamme paralympique ouvriront officiellement les célébrations des Jeux. L’arrivée de la flamme olympique est prévue à Marseille, le 8 mai 2024 et marque le début d’une fête continue à travers la France pendant plus de deux mois, qui se prolonge pendant les Jeux puis à l’occasion du Relais de la flamme paralympique organisé en amont de la cérémonie d’ouverture, le 28 août. Les capitaines du relais de la flamme olympique de Paris 2024 sont Laure Manaudou (championne olympique de natation), Florent Manaudou (champion olympique de natation), Mona Francis (championne d’Europe de para triathlon) et Dimitri Pavadé (médaillé d’argent aux Jeux paralympiques de Tokyo en saut en longueur).
Le 23 juin 2023, le Comité d'organisation des Jeux olympiques a dévoilé le parcours de la flamme en France. Elle traversera 64 territoires, plus de 400 villes et environ 10 000 relayeurs la porteront durant ces 2 mois et demi de célébrations jusqu'à son arrivée finale à Paris pour la cérémonie d'ouverture le 26 juillet 2024

### Cérémonies olympiques
L'ensemble des cérémonies d'ouvertures et de clôtures des jeux olympiques et paralympiques ont été confiés à Thomas Jolly en tant que directeur artistique. Les cérémonies d'ouvertures se distinguent par le choix de sites hors stade, la Seine pour les Jeux Olympiques et la place de la Concorde pour les Jeux Paralympiques. Les cérémonies de clôtures se tiendront elles dans le stade de France,

## Conseil d'administration
Créé en janvier 2018, le comité d'organisation est présidé par Tony Estanguet, triple champion olympique et membre du comité international olympique. Il est administré par un conseil d'administration, qui réunit l’ensemble des membres fondateurs du projet : le comité national olympique et sportif français, la Ville de Paris, l'Etat, la région Île-de-France, le comité paralympique et sportif français, la Métropole du Grand Paris, le conseil départemental de la Seine-Saint-Denis et des représentants des collectivités locales concernées par les Jeux. Guy Drut et Jean-Christophe Rolland, membres actifs français du CIO, font également partie du conseil d'administration ainsi que cinq anciens athlètes nommés par Tony Estanguet : Guy Forget, Martin Fourcade, Nantenin Keïta, Sarah Ourahmoune et Marie-José Perec.

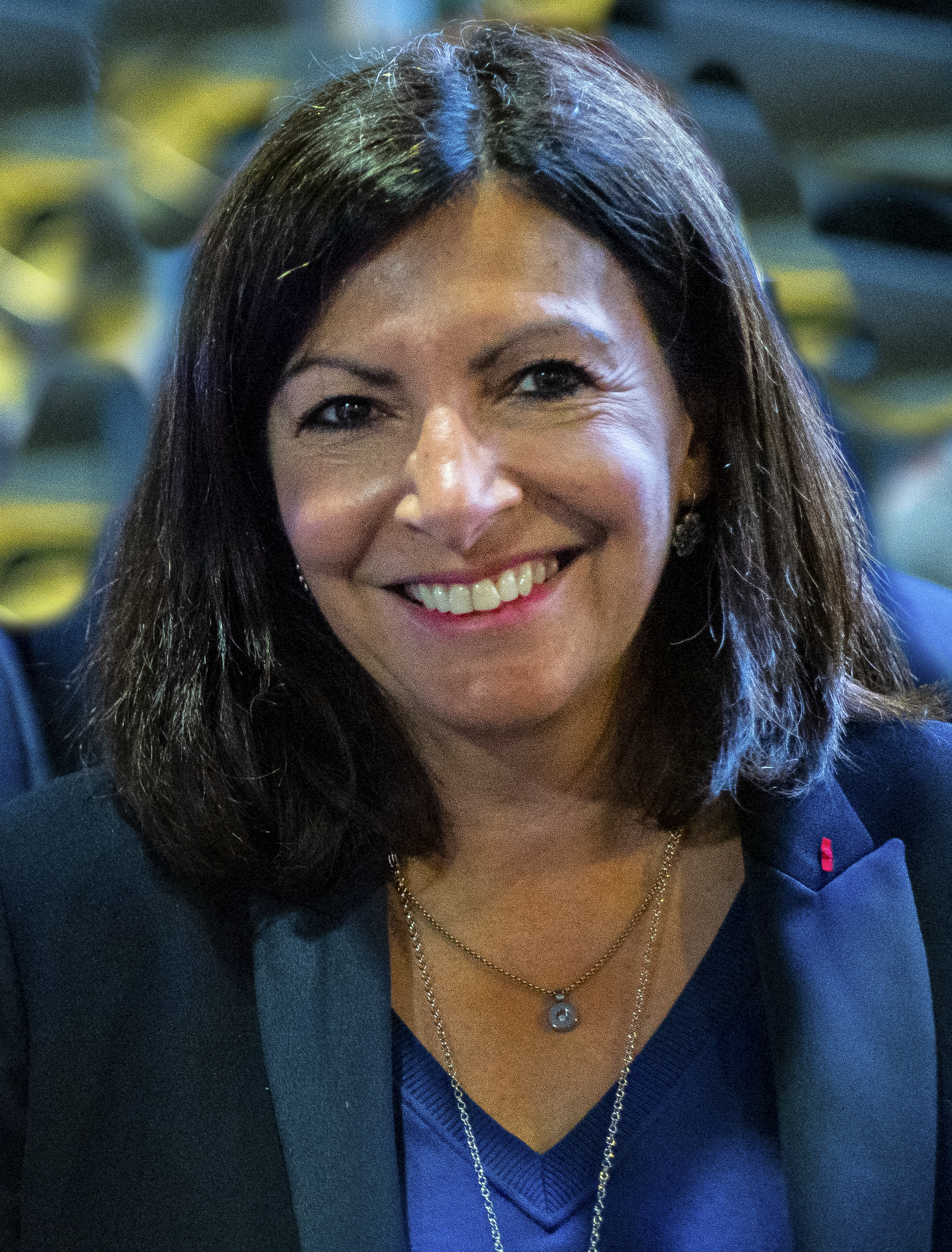
Anne Hidalgo, maire de Paris
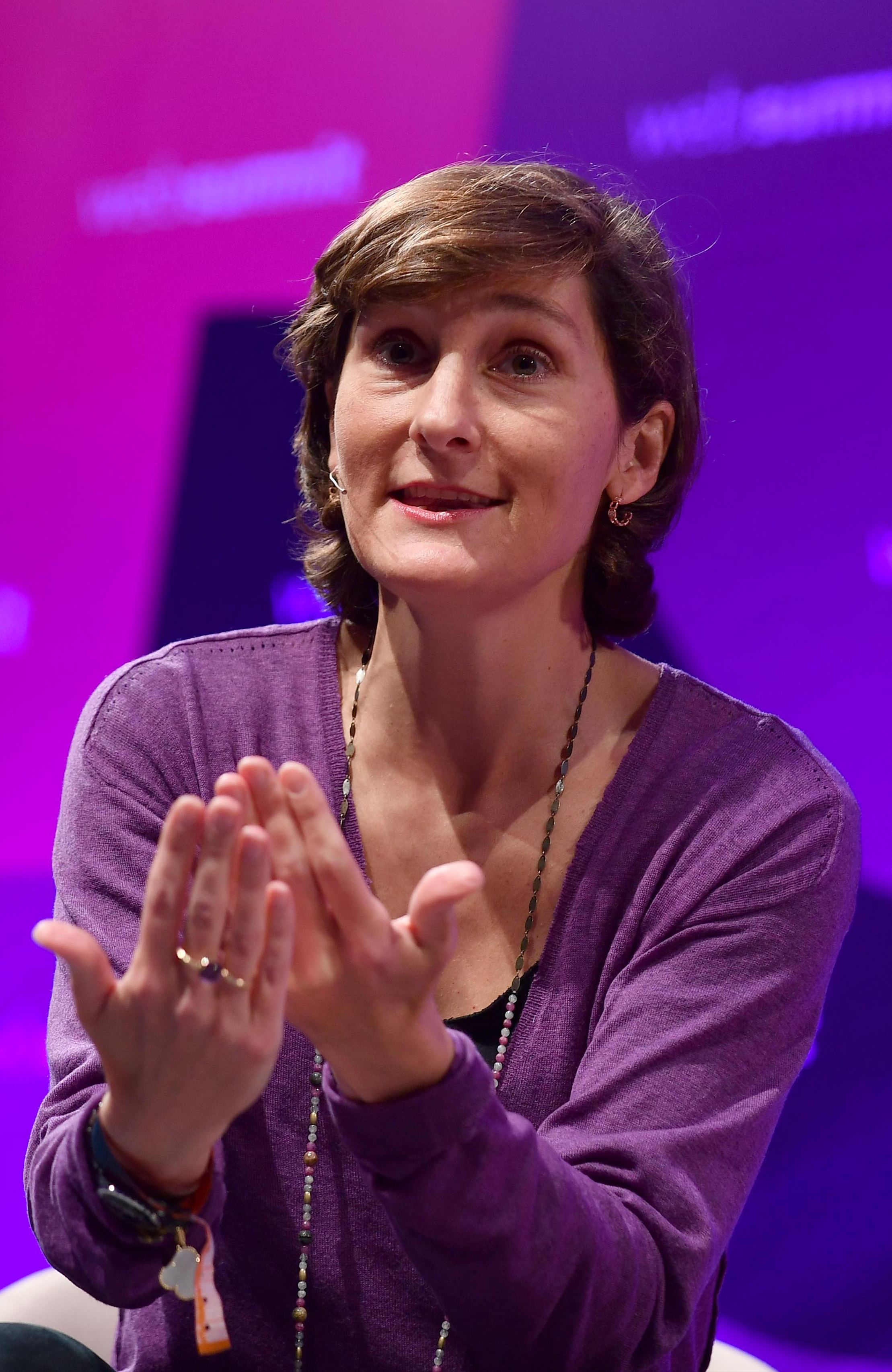
Amélie Oudéa-Castéra, ministre des Sports et des Jeux Olympiques et Paralympiques depuis 2022
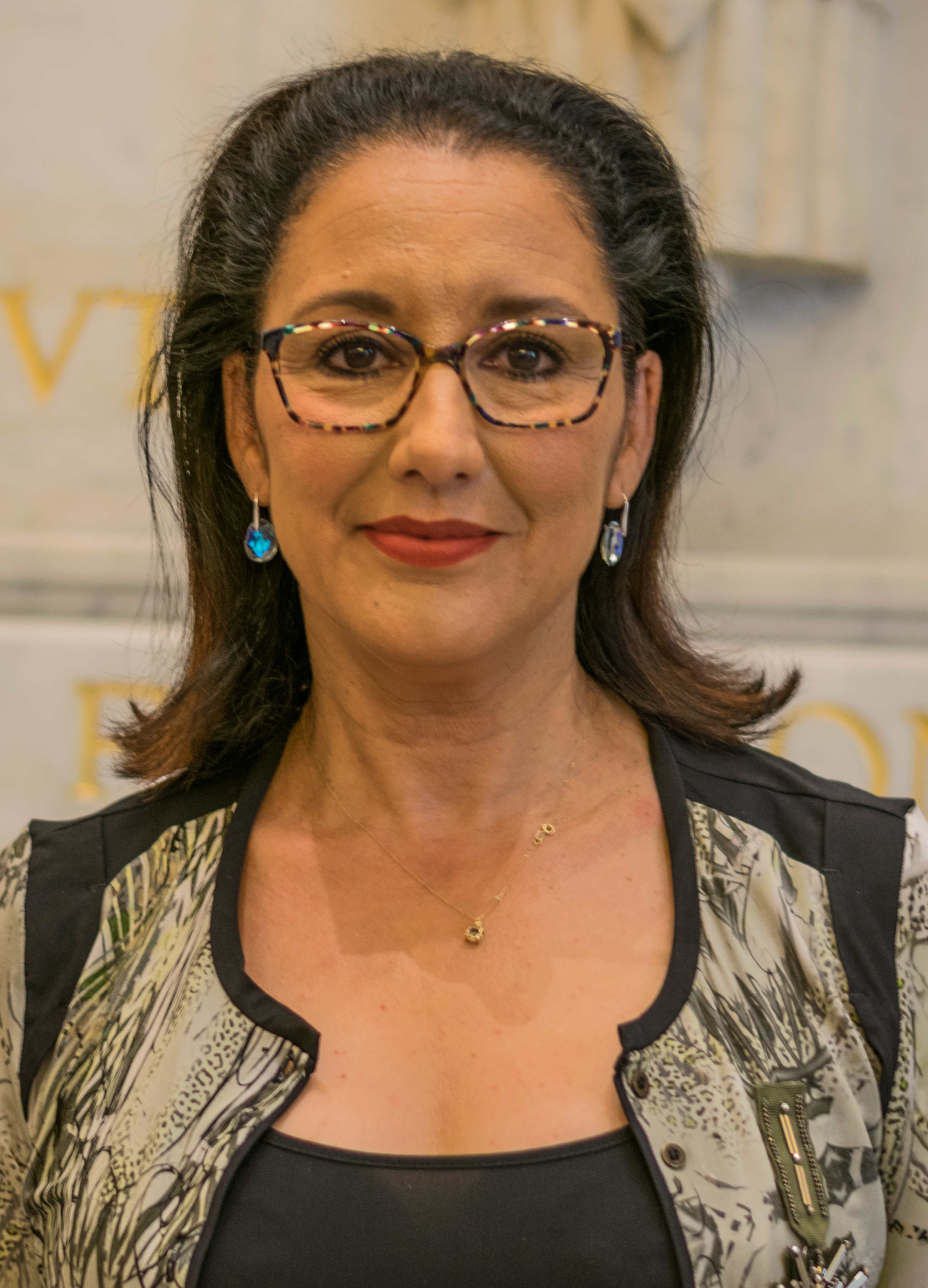
Fadila Khattabi, ministre déléguée chargée des Personnes handicapées depuis 2023
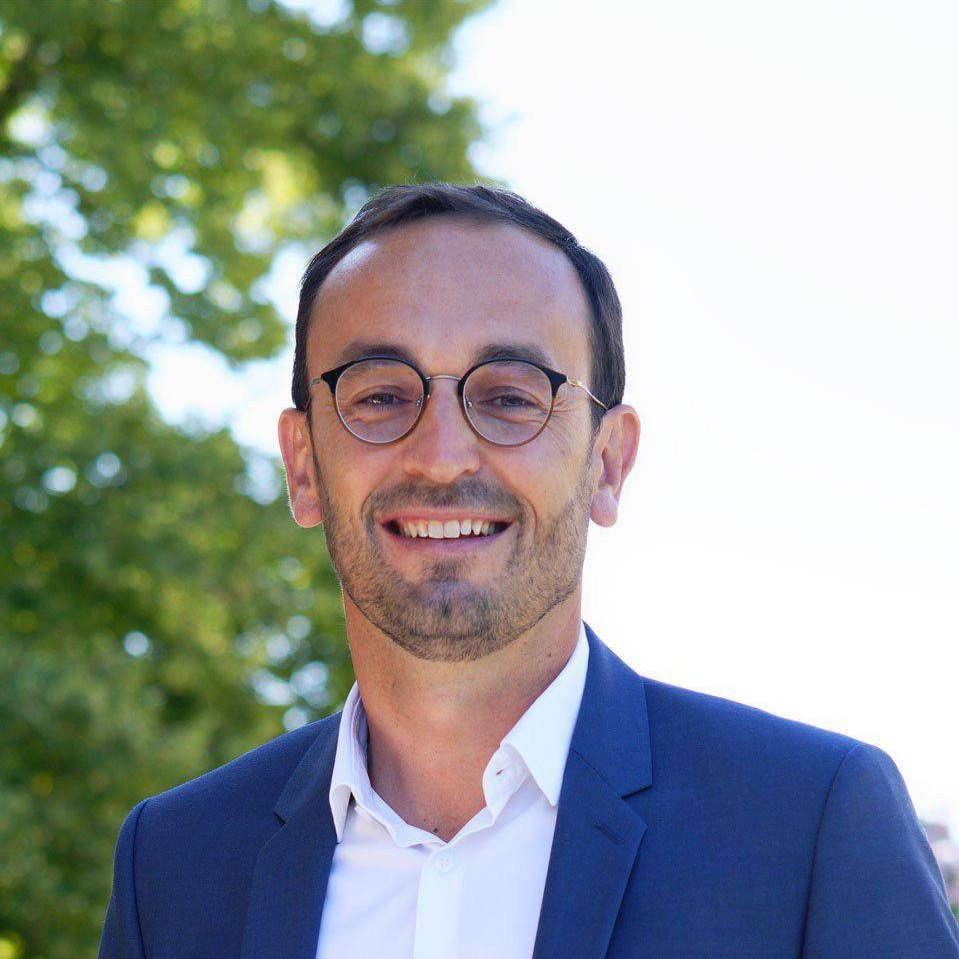
Thomas Cazenave, ministre délégué chargé des comptes publics depuis 2023
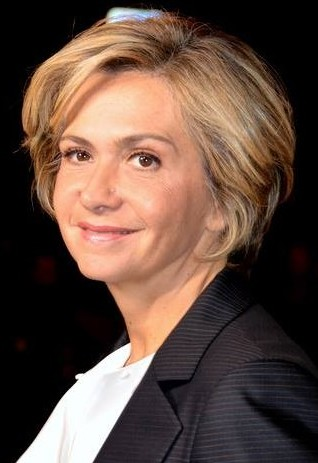
Valérie Pecresse, présidente de la région Île-de-France
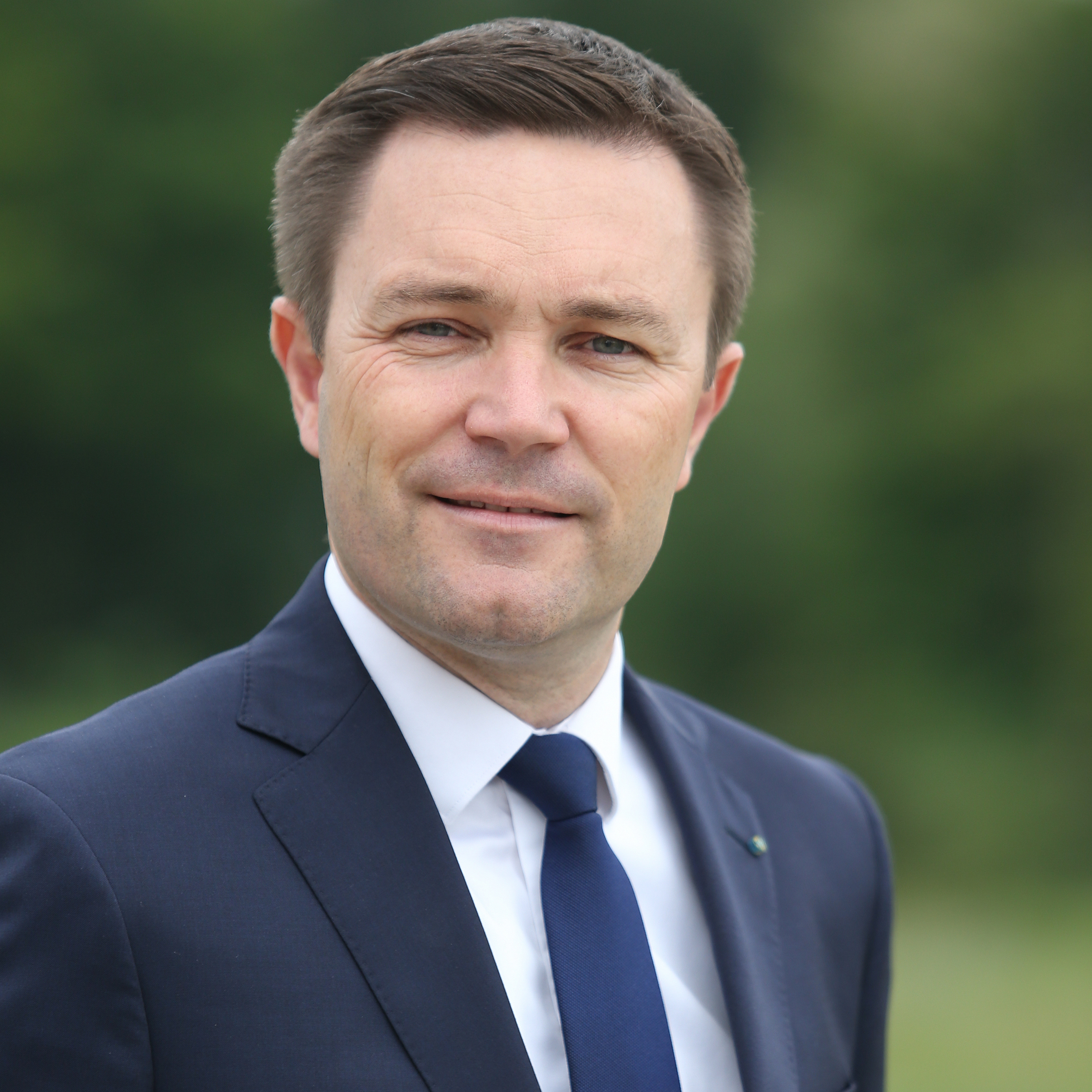
David Lappartient, président du CNOSF depuis 2023
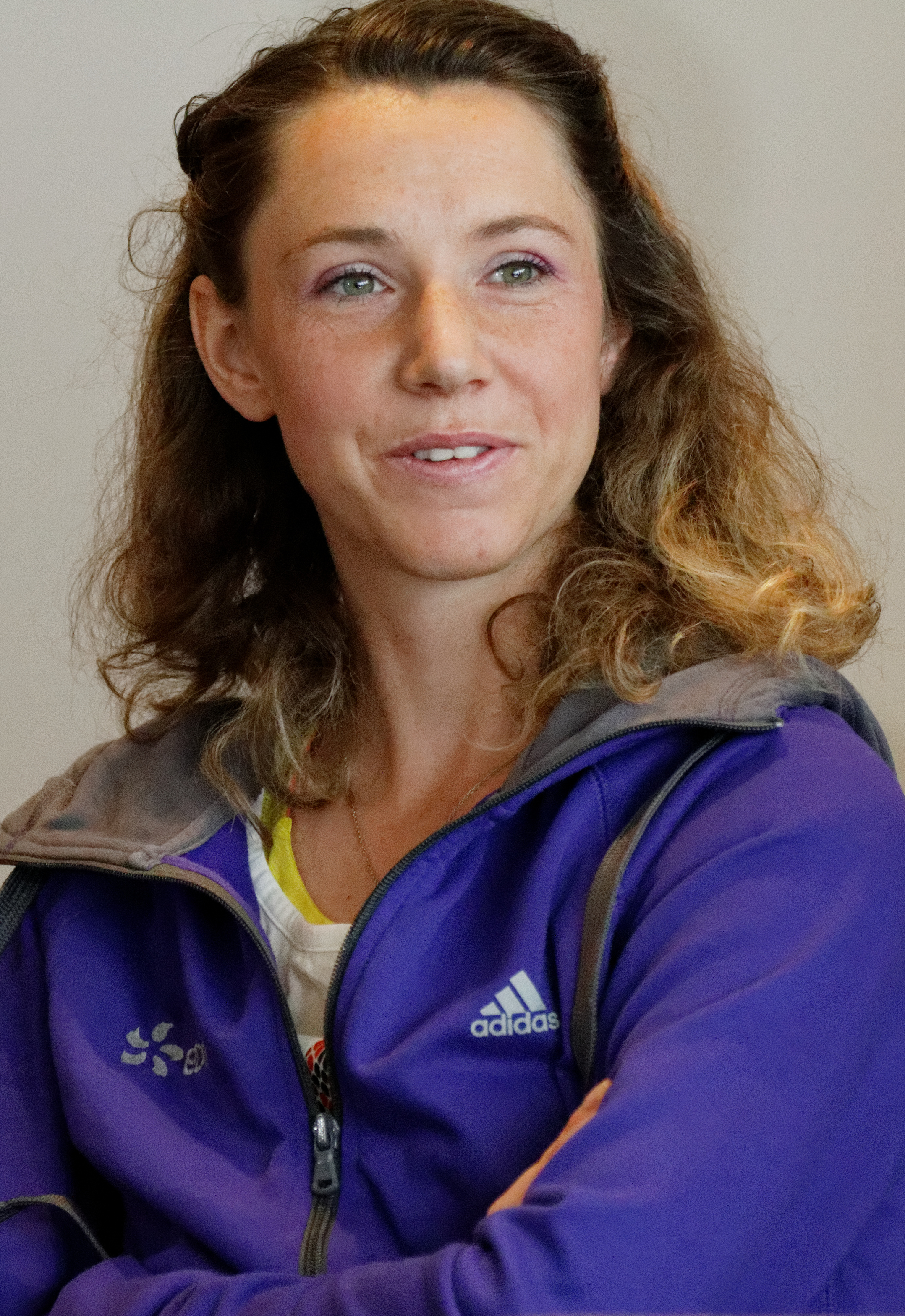
Marie-Amélie Le Fur, présidente du CPSF depuis 2018
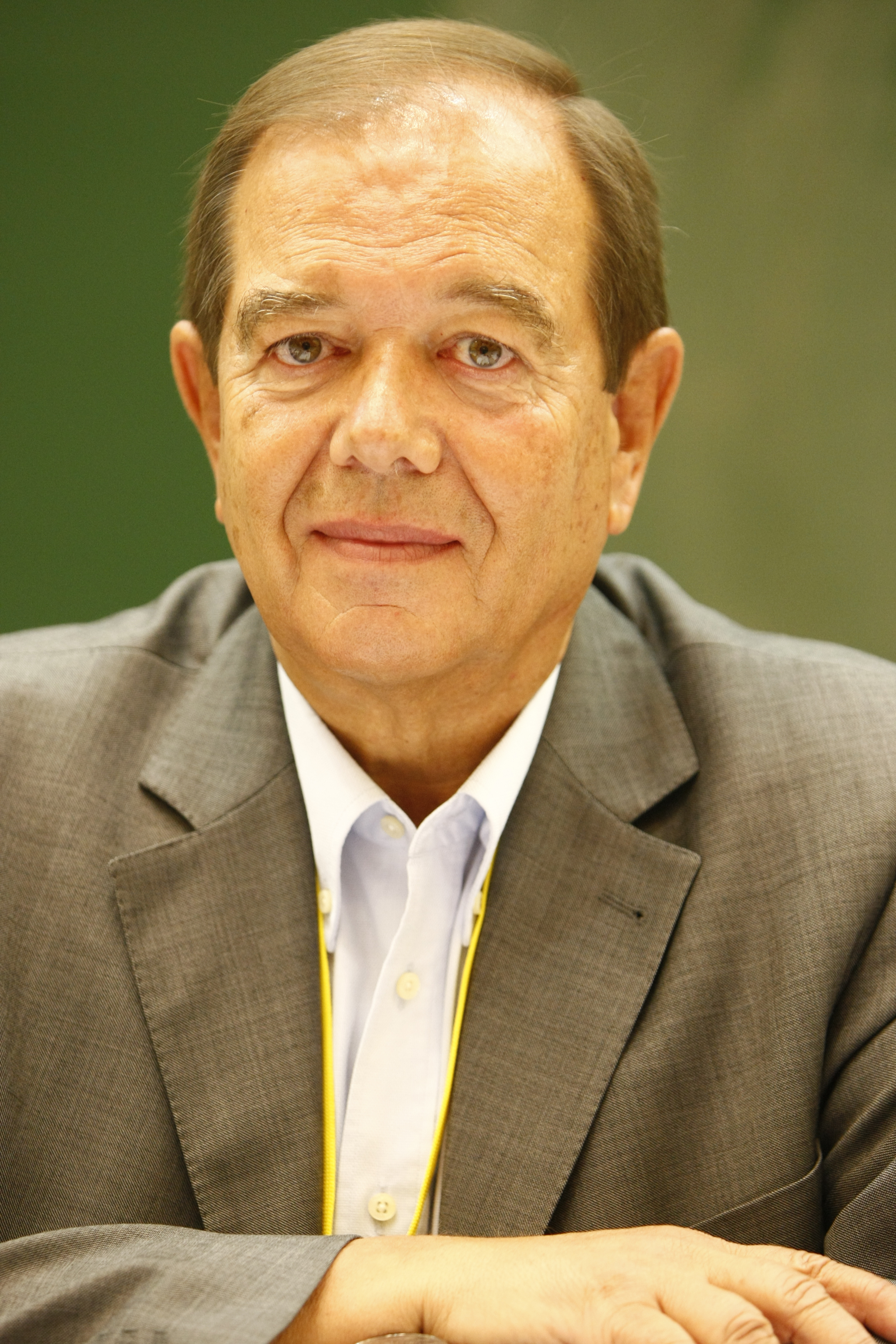
Patrick Ollier, président de la Métropole du Grand Paris
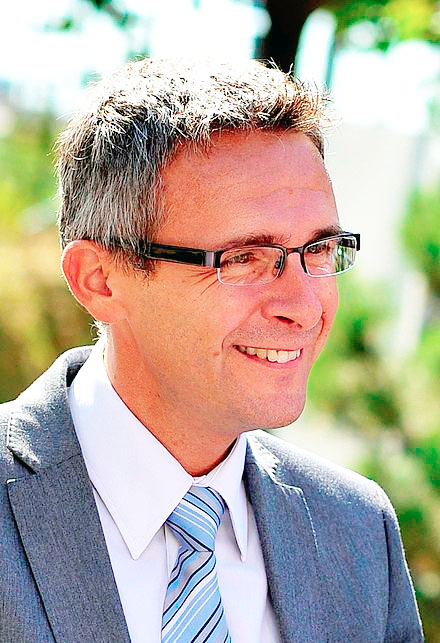
Stéphane Troussel, président du conseil départemental de la Seine-Saint-Denis
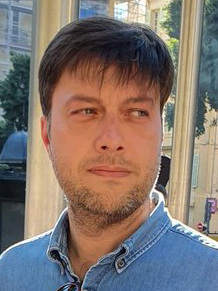
Benoît Payan, maire de Marseille
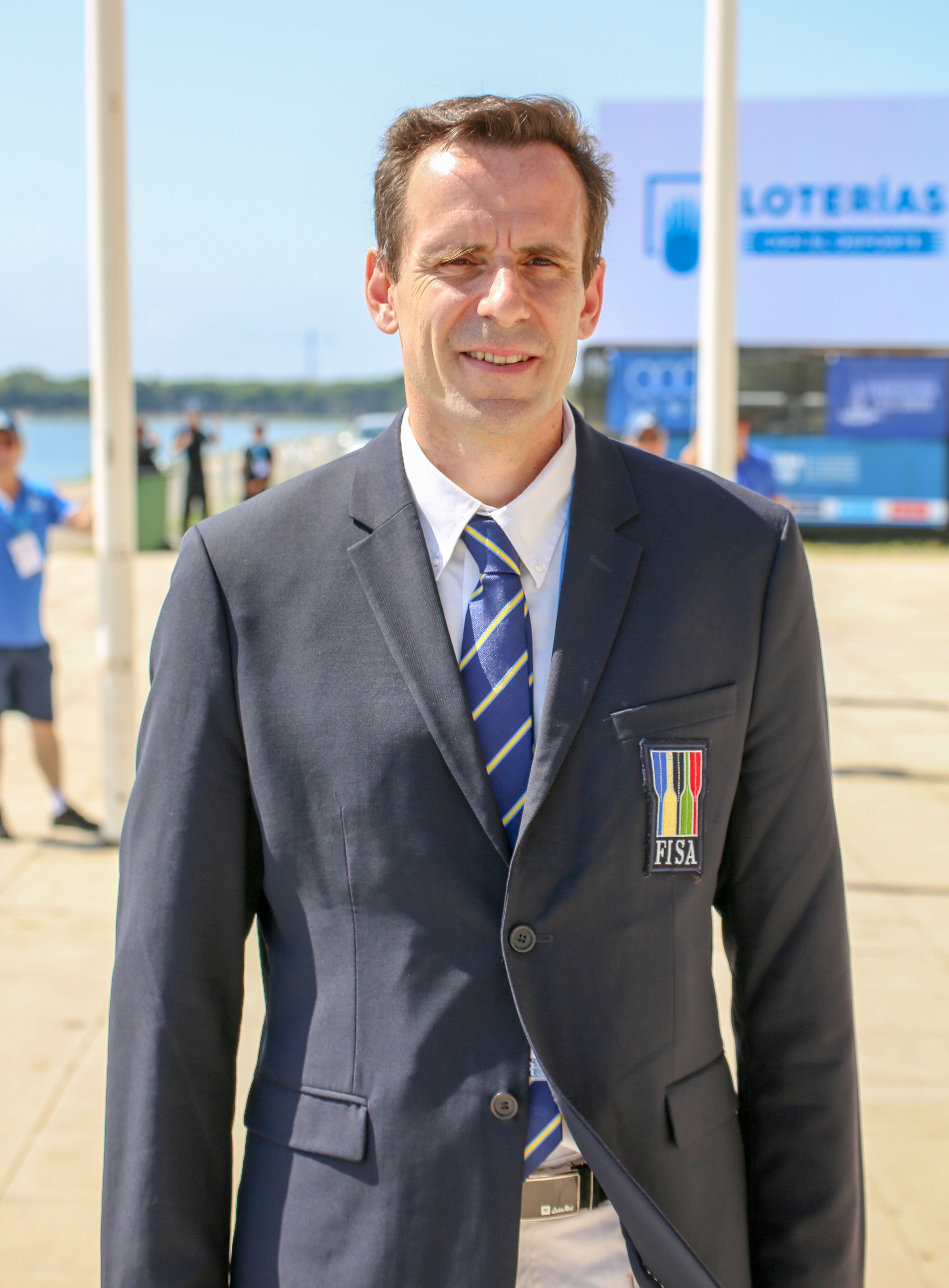
Jean-Christophe Rolland, membre du CIO
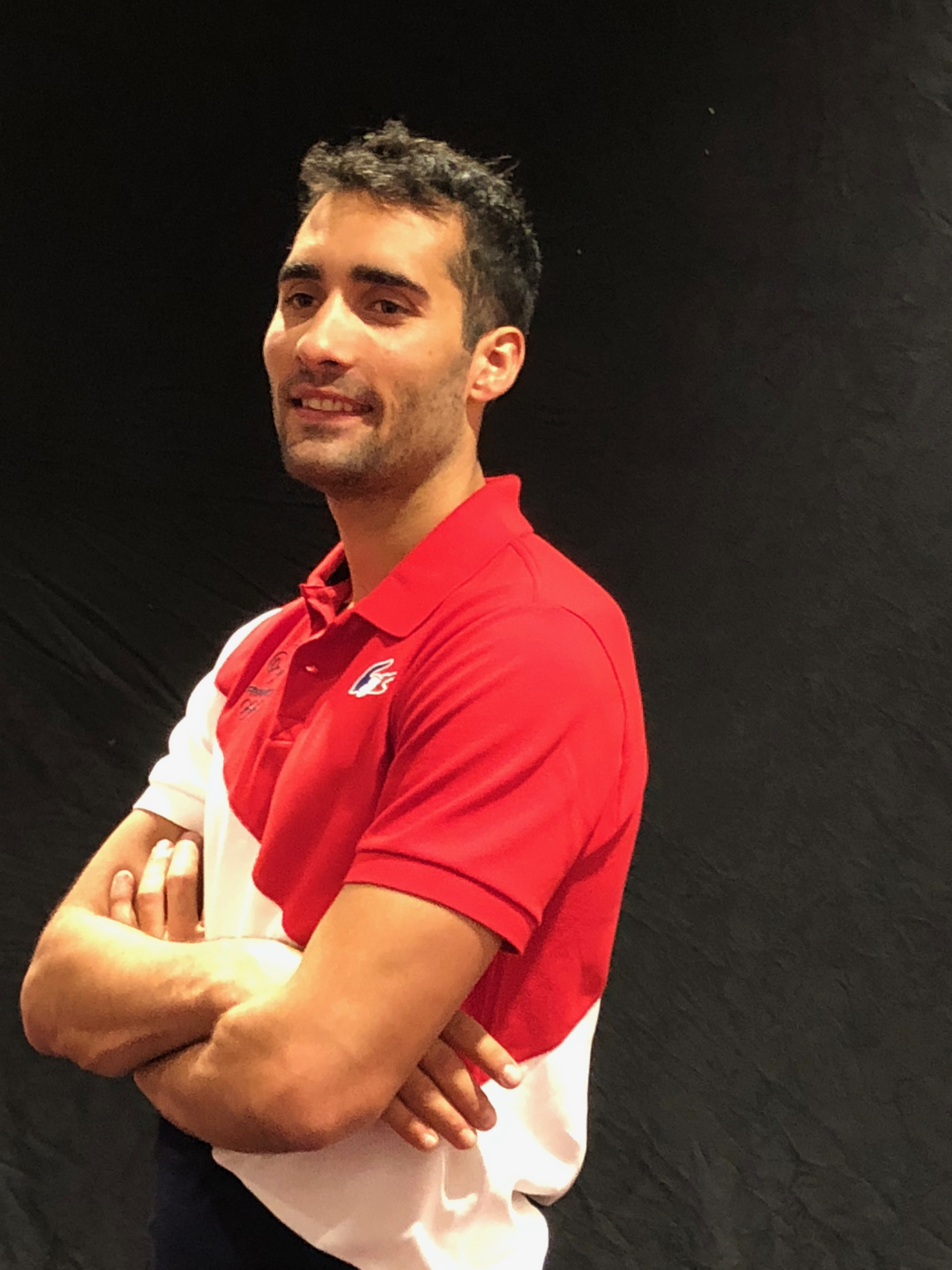
Martin Fourcade, représentant des athlètes (et membre du CIO depuis 2022)
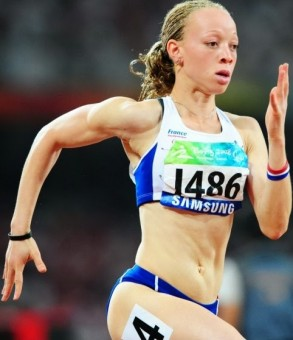
Nantenin Keïta, représentante des athlètes
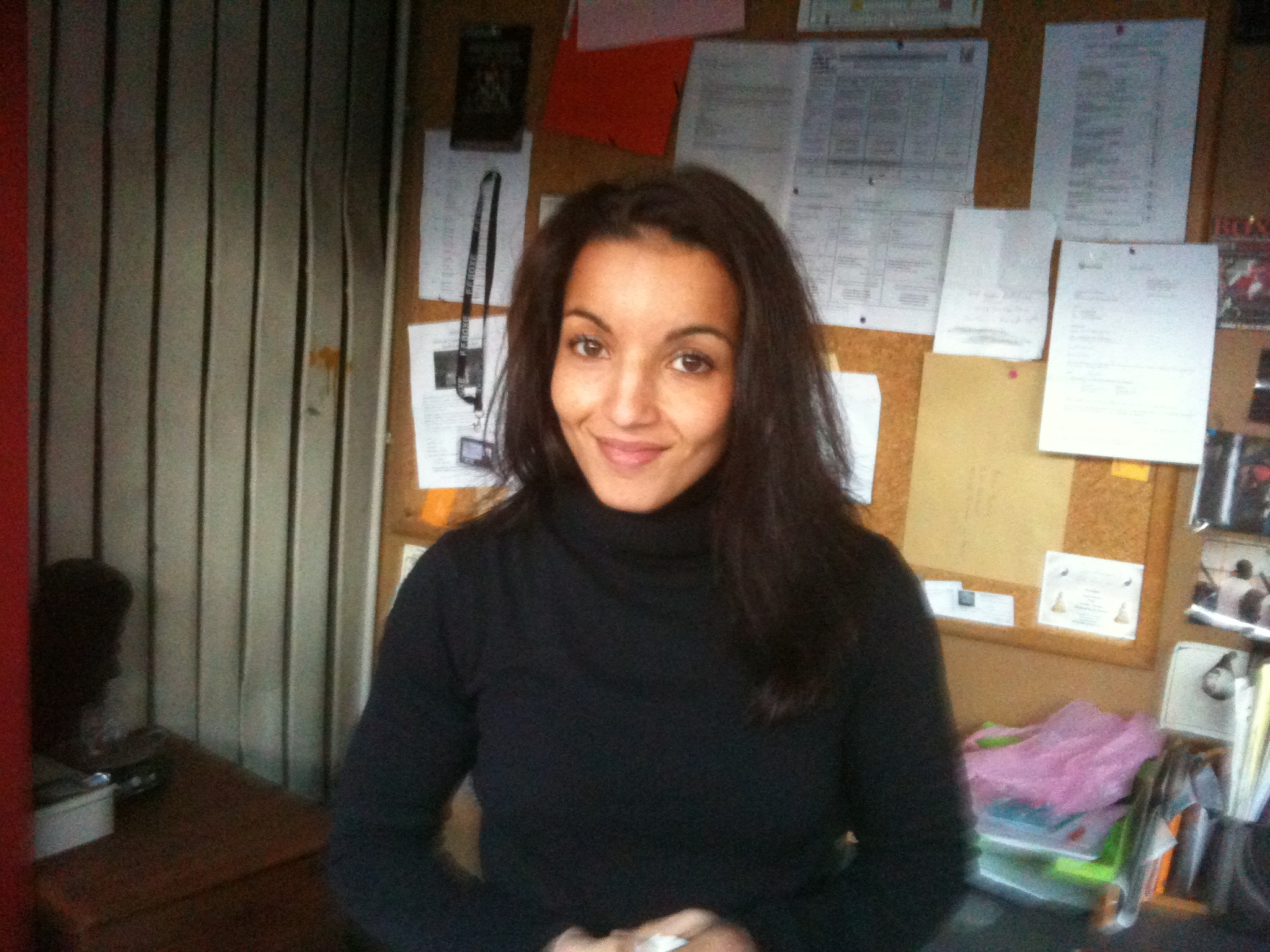
Sarah Ourahmoune, représentante des athlètes
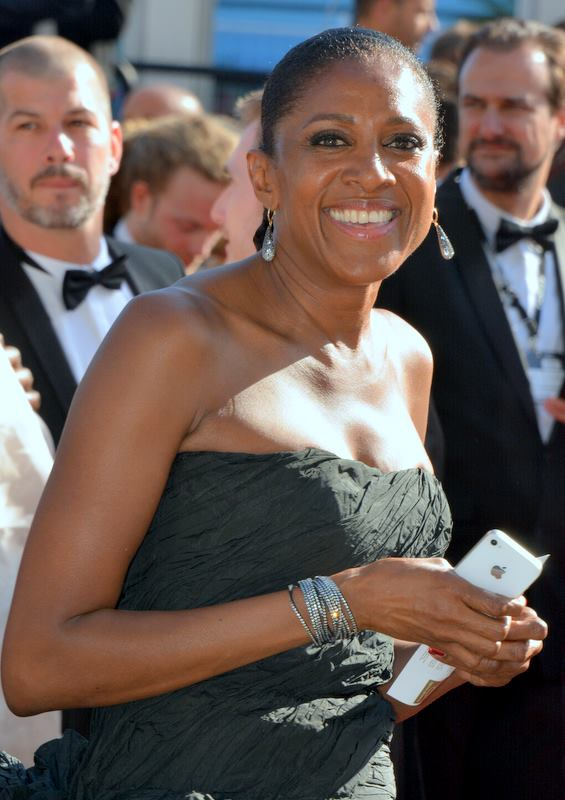
Marie-José Perec, représentante des athlètes

## Commission des athlètes
En avril 2018, la commission des athlètes, une instance, est installée. Elle va travailler à la préparation concrète des Jeux olympiques avec dix-huit sportifs : Martin Fourcade (président), Perle Bouge, Julien Benneteau, Florian Rousseau, Gévrise Émane, Théo Curin, Hélène Defrance, Michaël Jeremiasz, Marie Bochet, Astrid Guyart, Stéphane Diagana, Jessica Harrison, Guillaume Gille, Marine Johannès, Lucas Créange, Gwladys Épangue, Fabien Gilot et Fanny Horta.
En 2019, Marine Johannès cède sa place à Diandra Tchatchouang pour représenter les basketteurs.

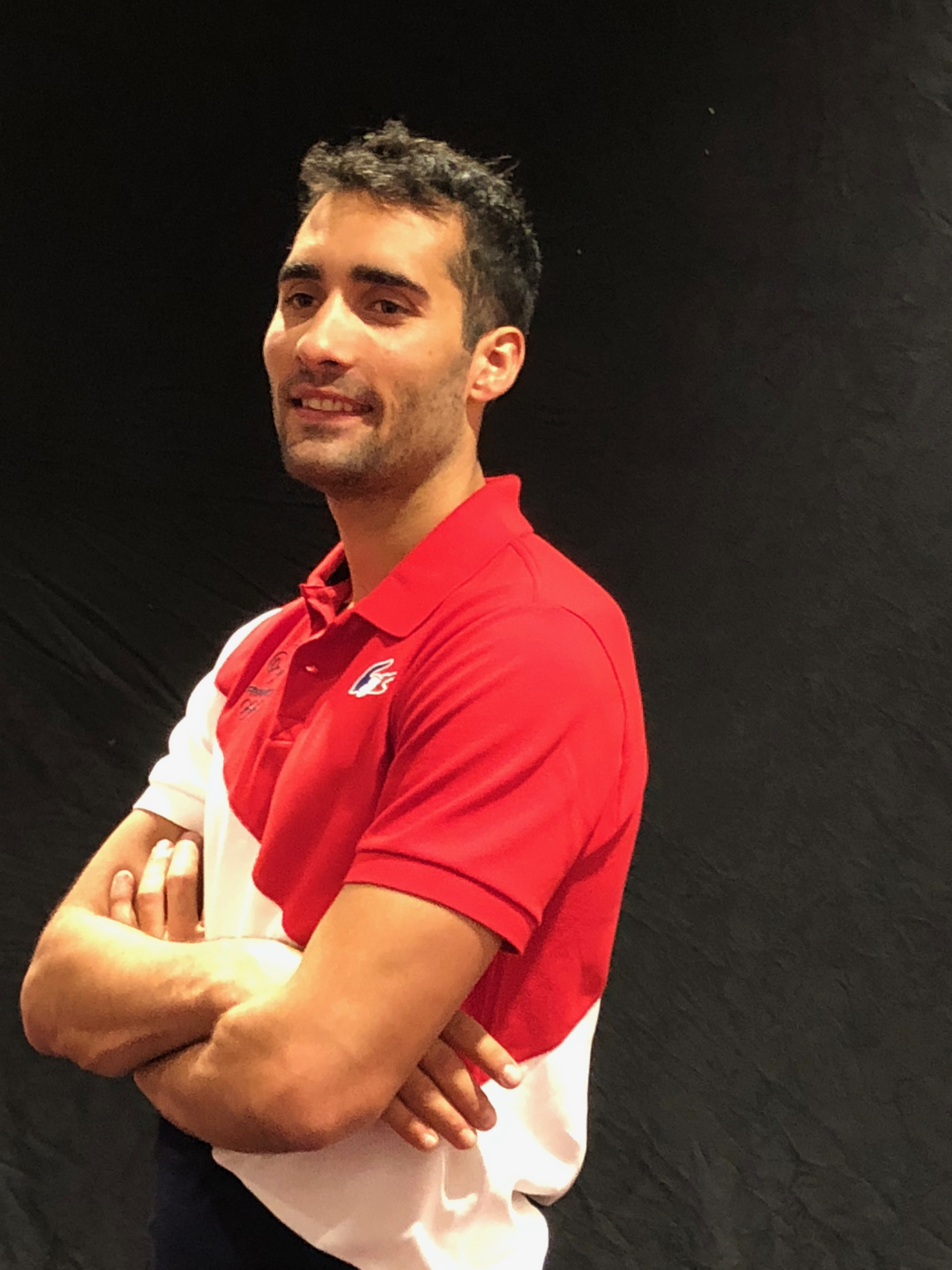
Martin Fourcade, président de la commission des athlètes
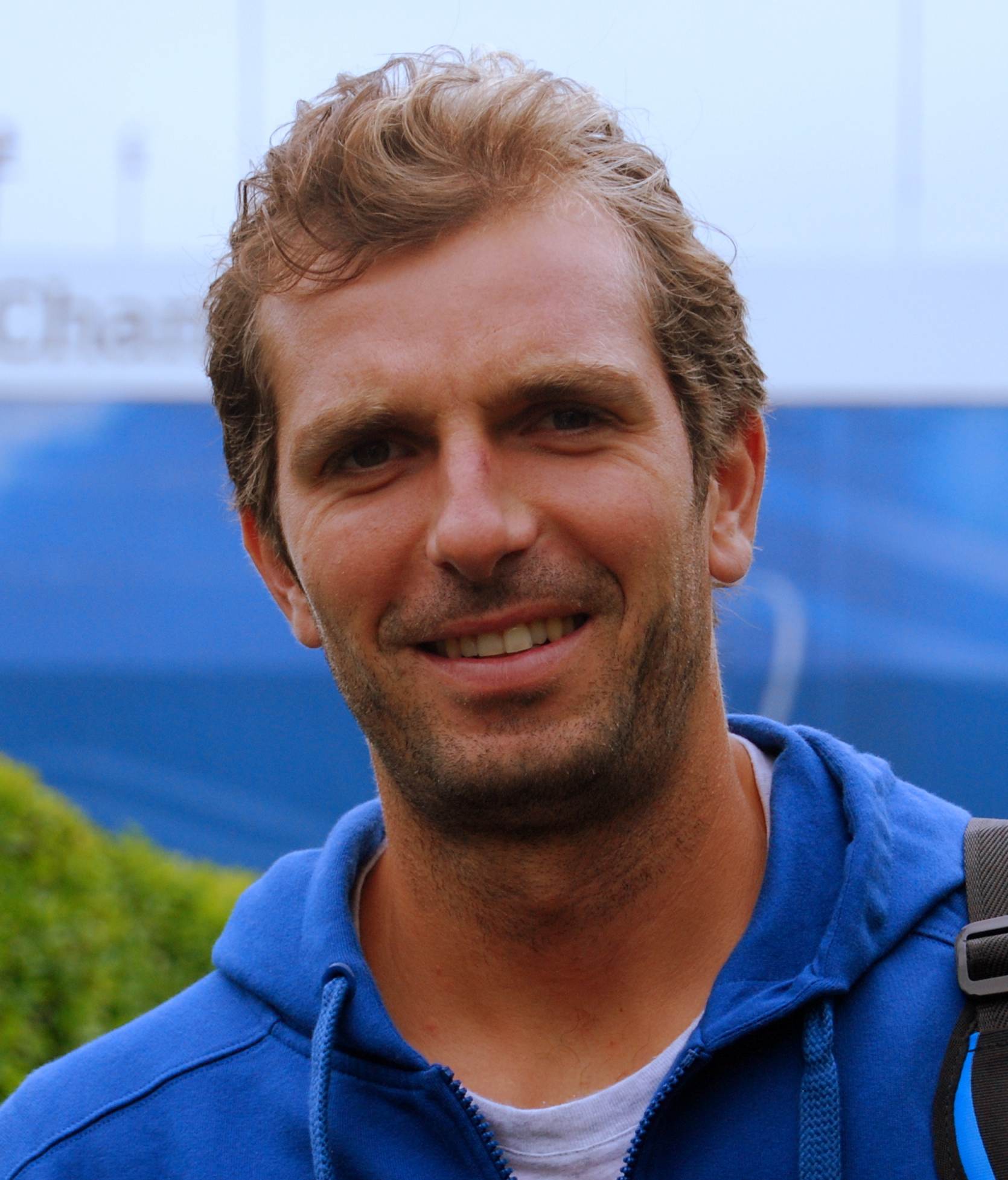
Julien Benneteau
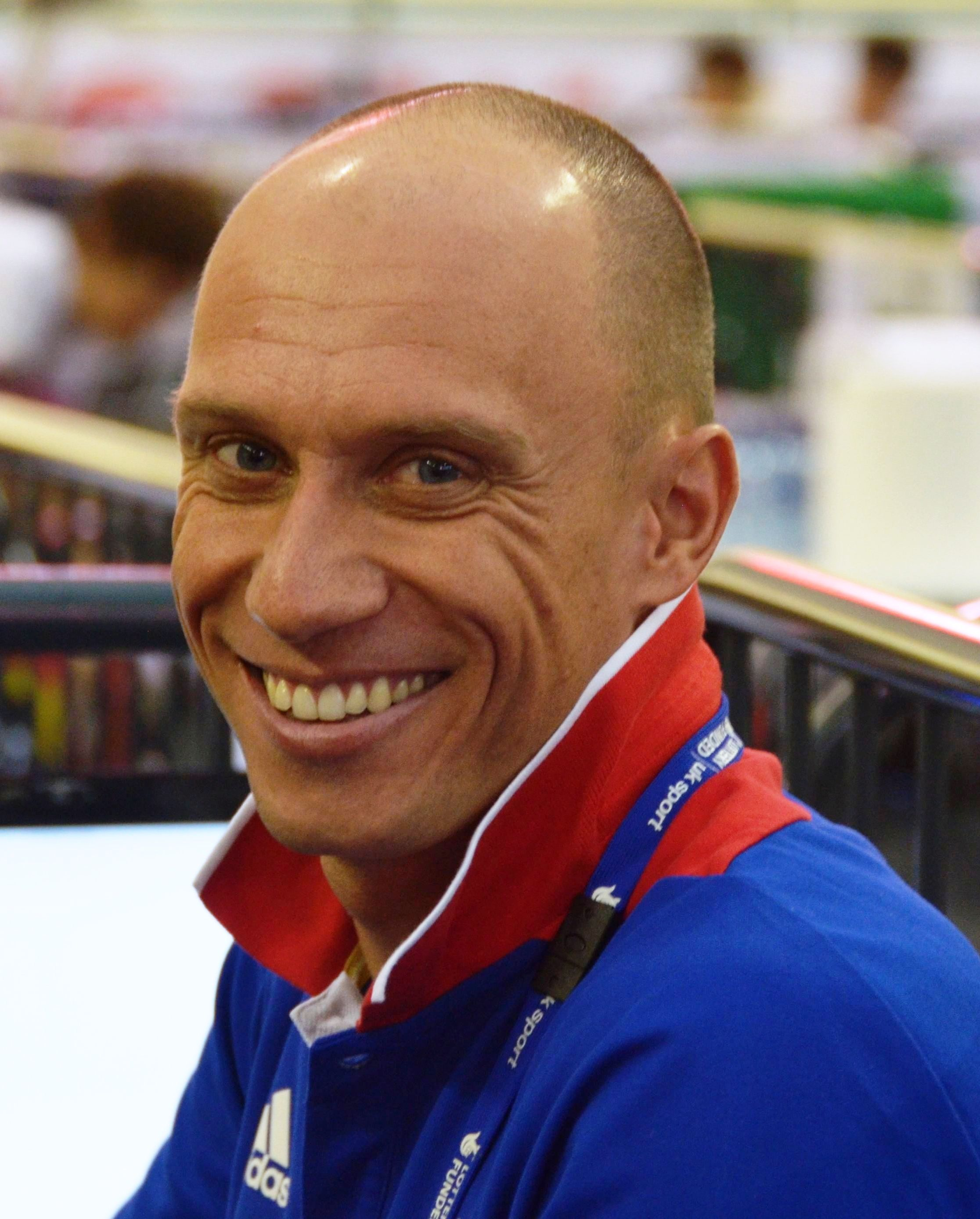
Florian Rousseau
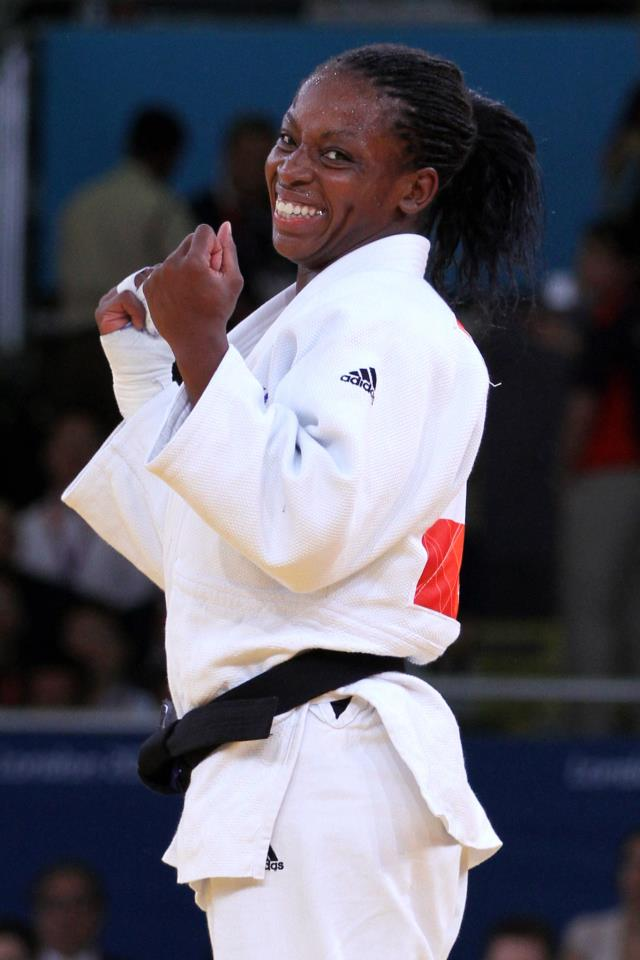
Gévrise Emane
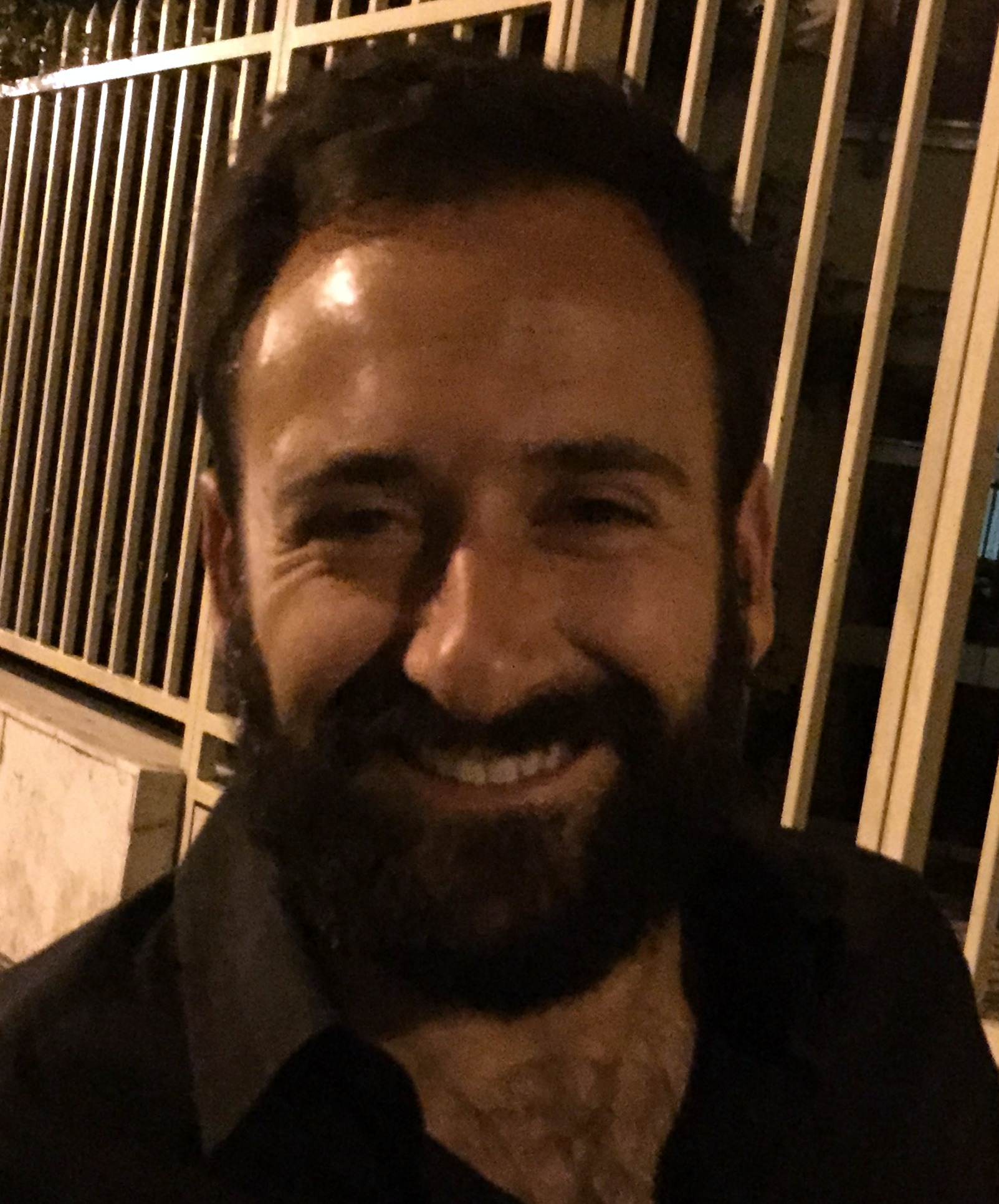
Michaël Jeremiasz
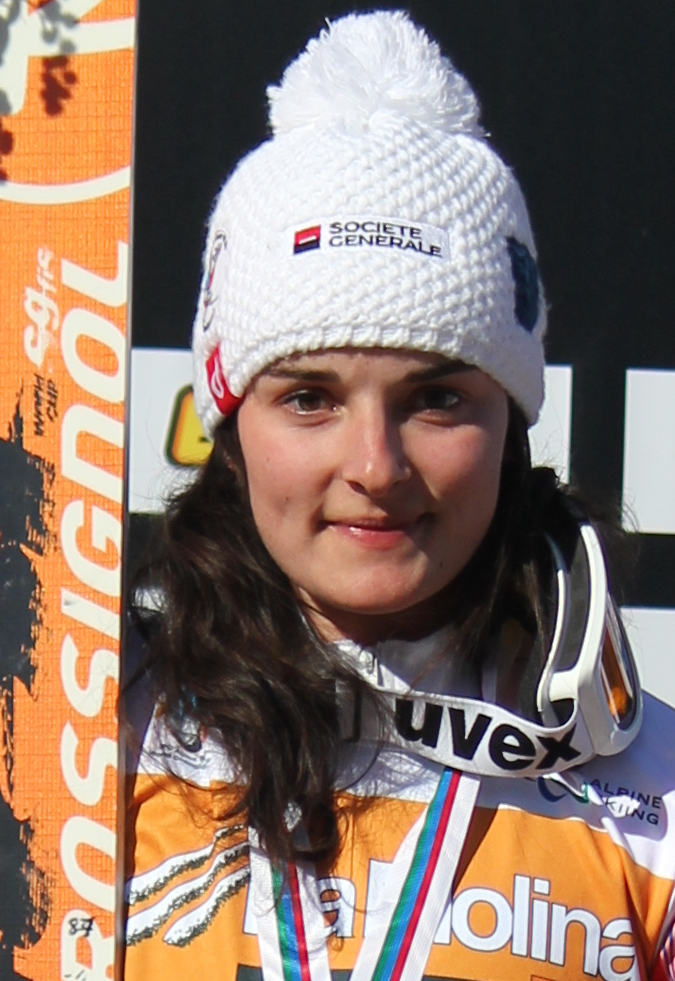
Marie Bochet
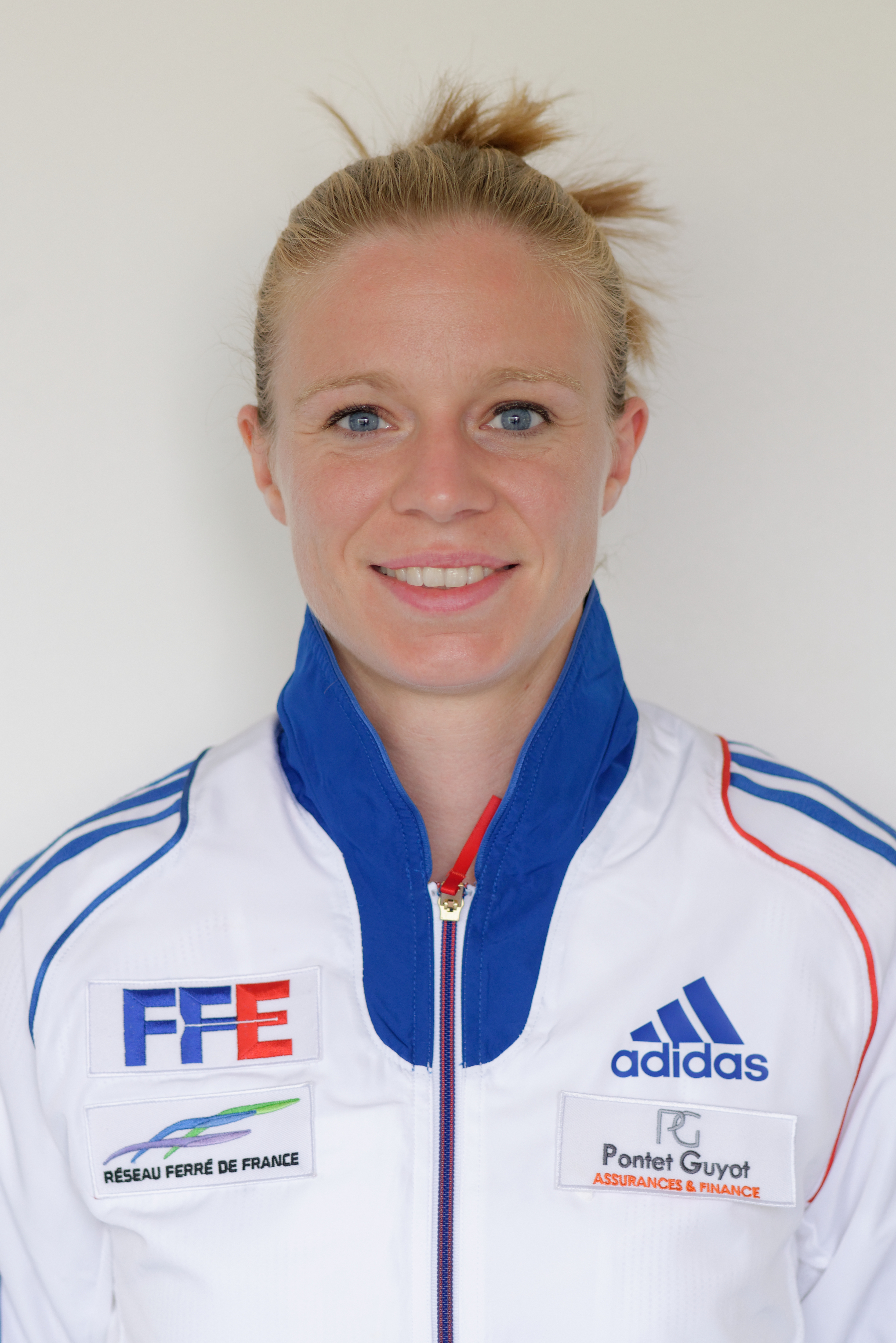
Astrid Guyart
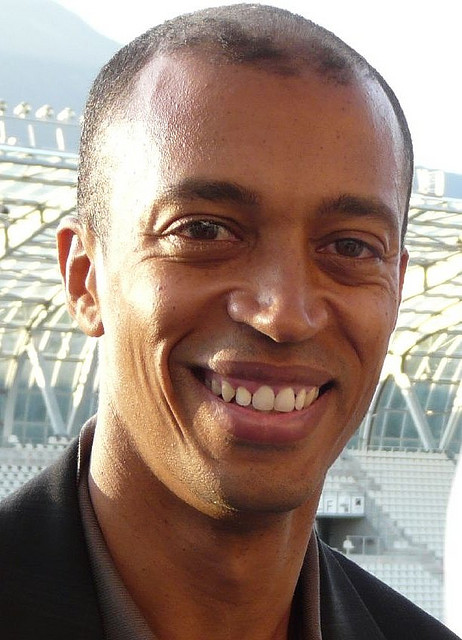
Stéphane Diagana
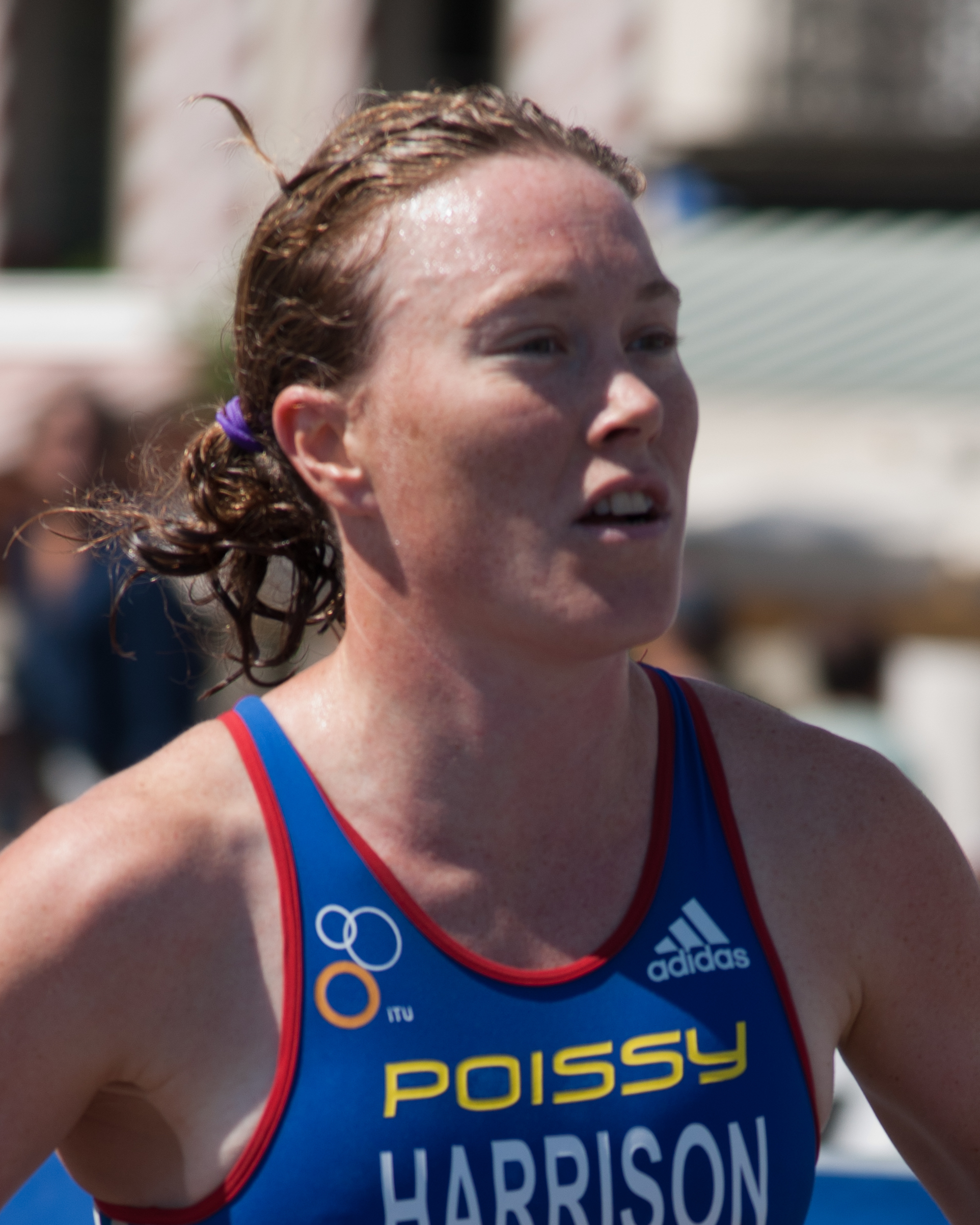
Jessica Harrison
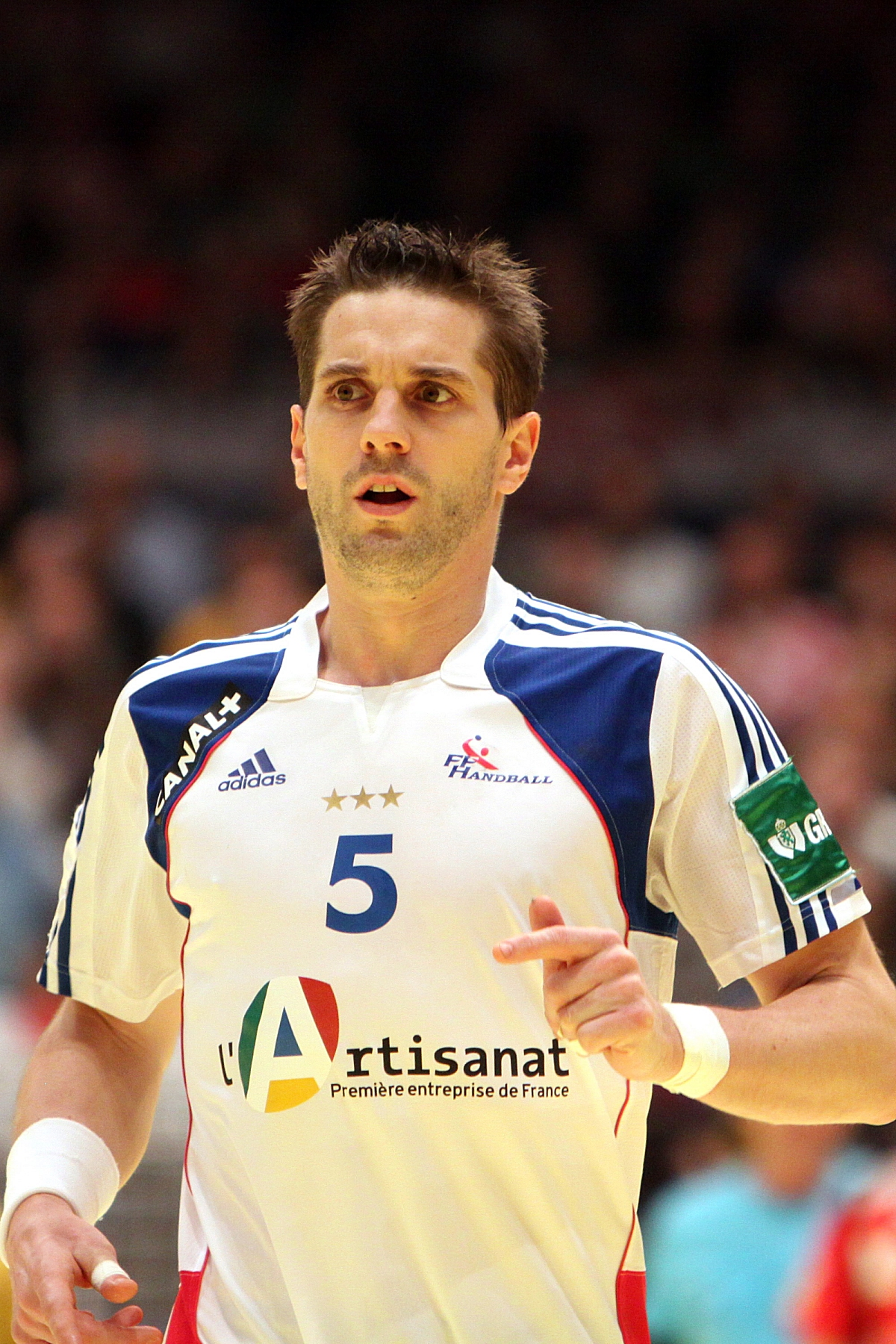
Guillaume Gille
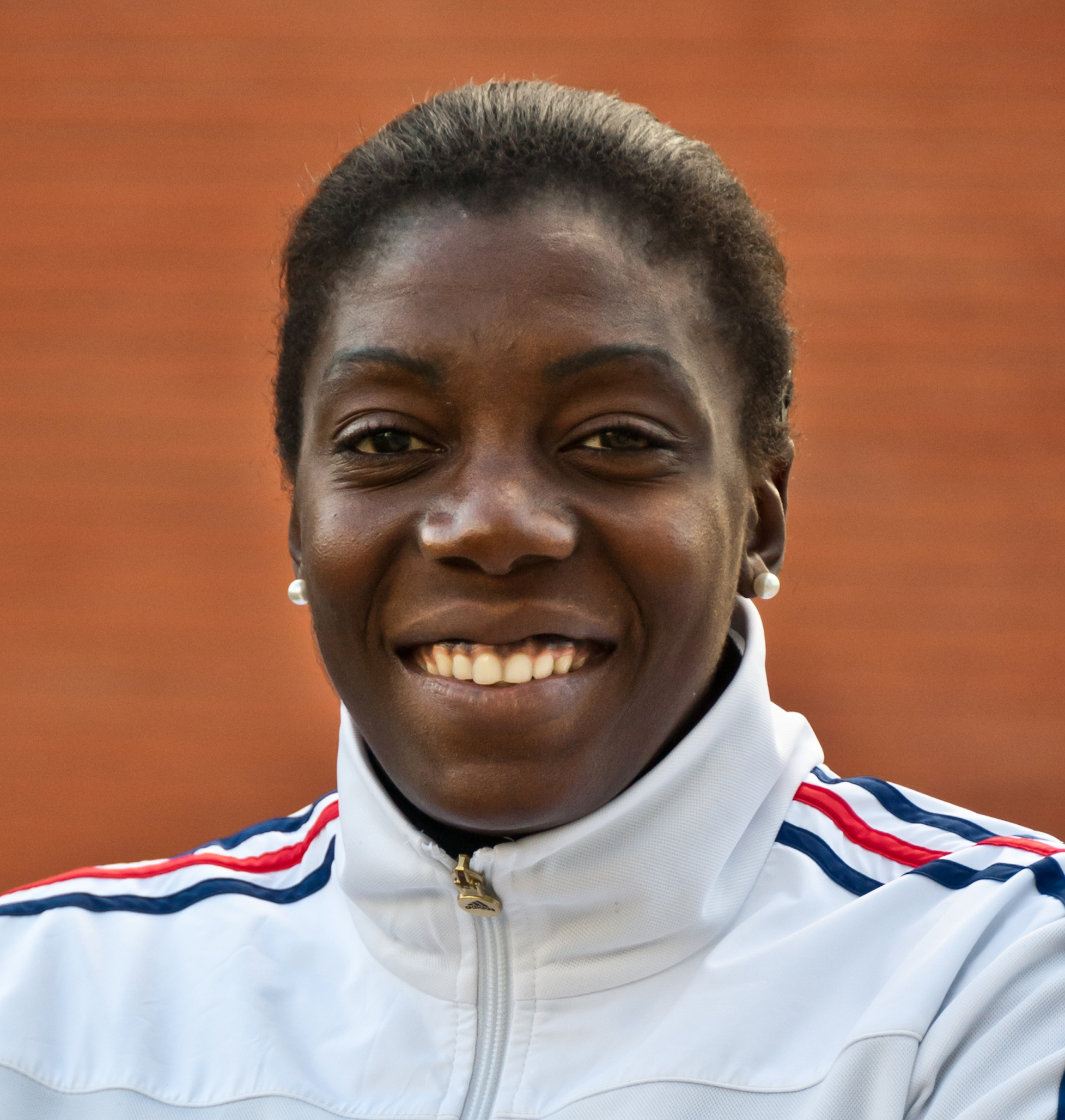
Gwladys Épangue
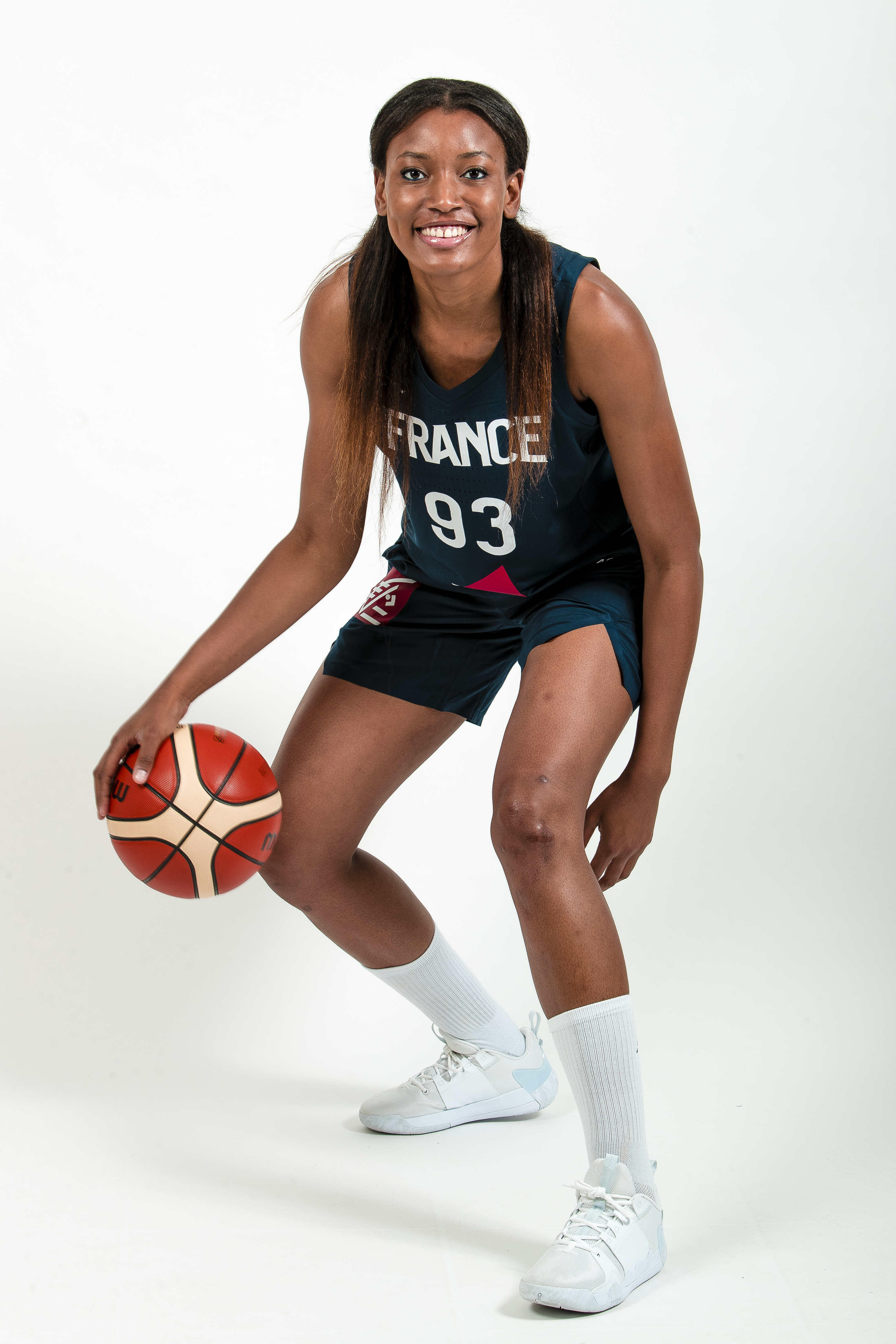
Diandra Tchatchouang

## Organigramme
De 2018 à 2019, une équipe exécutive est constituée autour du président Tony Estanguet et du directeur général Étienne Thobois :
- Tony Estanguet : Président
- Étienne Thobois : Directeur général
- Michaël Aloïsio : Directeur général délégué
- Thierry Rey : Conseiller spécial
- Marie Barsacq : Directrice exécutive impact et héritage
- François-Xavier Bonnaillie : Directeur des affaires commerciales
- Argyris Caridakis : Directeur des services aux jeux
- Carole Colin Kjaer : Directrice déléguée au revenue management, au pricing et au BI
- Olivier Debargue : Directeur délégué aux achats
- Anne Descamps : Directrice de la communication
- Marie-Catherine Ettori : Directrice déléguée aux productions
- Dominique Hervieu : Directrice de la culture
- Aurélie Merle  : Directrice des sports
- Georgina Grenon : Directrice excellence environnementale
- Lambis Konstantinidis : Directeur planification et coordination, relations CIO/IPC et IKM
- Romain Lachens : Directeur délégué à l'engagement
- Fabrice Lacroix : Directeur exécutif administration, finances et conformité
- Sophie Lorant : Directrice des relations internationales
- Bruno Marie-Rose : Directeur de la technologie et systèmes d'information
- Marlène Masure : Directrice exécutive du développement commercial et partenariats
- Julie Matikhine : Directrice de la marque
- Aurélie Merle : Directrice des sports
- Delphine Moulin : Directrice de l'intégration de la vision & de l'innovation et des célébrations
- Soizic Picot-Pebereau : Directrice déléguée à l'hospitalité
- Anthony Piqueras : Directeur sites et infrastructures
- Thierry Reboul : Directeur exécutif de la marque, de l'engagement et de la créativité
- Ludivine Roosebeke : Directrice déléguée aux partenariats
- Renaud Souhami : Directeur délégué aux finances
- Julien Tassy : Directeur délégué au digital
- Romain Voillemot : Directeur délégué aux affaires juridiques

## Controverses
Le 20 juin 2023, des perquisitions par le parquet national financier ont lieu dans le siège du comité d'organisation à Saint-Denis ainsi que dans différents sites de compétitions à la suite de soupçons de prise illégale d’intérêts et de favoritisme. La première enquête qui avait ouvert en 2017 alors que Paris candidatait pour les jeux et que des marchés avaient été attribués. En 2022, une seconde enquête est ouverture sur des marchés passés par le COJOP et la Solideo.
Le 17 octobre 2023, le siège du Cojo et de la Solideo sont à nouveau perquisitionnés par le parquet national financier.
En février 2024, le parquet national financier ouvre une enquête judiciaire sur les conditions de rémunération du président du Comité, Tony Estanguet.

## Bilan financier
Le Comité d'Organisation des Jeux Olympiques et Paralympiques (Cojop) de Paris 2024 annonce que son budget est proche de l'équilibre, voire légèrement excédentaire. Cette situation est en partie due à des recettes de billetterie supérieures aux prévisions et à un contrôle des coûts, notamment en matière de sécurité. L'État français a augmenté sa contribution de 80 millions à 154,4 millions d'euros et a pris en charge certaines dépenses. Les collectivités territoriales ont également apporté des contributions financières. En cas d'excédent, les fonds seront répartis entre le Comité International Olympique, le CNOSF, et à des « dépenses générales dans l’intérêt du sport ».